# Chökyi Nyinche
Trungpa Tulkou, Rinpoché
Tenpa Rabgye Chögyam Trungpa Rinpoché
Chökyi Nyinche (1875 - 1938 à Lhathog), est un maître du bouddhisme tibétain.
Il est reconnu au sein de sa tradition comme la 10e réincarnation de la lignée des Trungpa Tulkou, maîtres importants de la lignée Kagyu.

## Biographie
A 19 ans, ayant reçu des enseignements lui permettant de diriger le monastère de Surmang, il en assume la pleine direction.
Il souhaite parfaire sa formation spirituelle auprès de Jamgon Kongtrul Rinpoché, mais est obligé d'administrer son monastère et de voyager dans la région avoisinante pour des rituels et recevoir des dons.
Lors de son second voyage, il fausse compagnie à ses accompagnateurs pour rejoindre Palpung, second monastère karma-kagyu après Tsourphou, où réside Jamgon Kongtrul Rinpoché, lequel eut la prémonition de l'arrivée d'un visiteur important le jour précédent. Il est hébergé dans une maison proche de Palpung et reçoit les enseignements de Jamgon Kongtrul Rinpoché.
Après 6 ans, Jamgon Kongtrul Rinpoché considère que les progrès de Trungpa en font un maître qualifié pour transmettre le dharma. Comme Trungpa aspire à poursuivre sa quête spirituelle, Jamgon Kongtrul Rinpoché lui enjoint de fonder cinq centres de méditations dont un dans son monastère de Surmang.
De retour à Surmang, il entreprend de mettre en œuvre les conseils de Jamgon Kongtrul Rinpoché et apprend, peu après, sa mort. 
Il fonde ensuite quatre autres centres de méditations. Plus tard, il devient le maître spirituel de Jamgön Kontrul de Sechen et de Jamgön Kontrul de Palpung, 2 incarnations de Jamgon Kongtrul Rinpoché.
Alors qu'il a 50 ans, les gouvernements tibétain et chinois, en conflit de frontière, s'affrontent et Namgyal-Tsé et Dudtsi-til, 2 monastères dépendant de Surmang, sont gravement endommagés, tandis que le 10e Trungpa est emprisonné par les Chinois et tombe malade. Son disciple, le roi de Lhathog, le fait libérer.
De retour à Surmang, il reconstruit les monastères détruits. Il sent sa fin venir, se visualise en rêve jeune enfant d'une mère portant la coiffe caractéristique du Nord-Est du Tibet. En 1938, il se rend à l'invitation d'un ministre du roi de Lhathog, et le jour de son arrivée, meurt en thukdam dans le palais du roi.
Végétarien strict, Trungpa eut pour disciple Dilgo Khyentse Rinpoché.
Vers 1959, les troupes chinoises profanent la tombe du 10e Trungpa située à Dudtsi-til, laissant à découvert son corps embaumé. Un mois plus tard, il est incinéré par des moines.